# Economidichthys pygmaeus
Economidichthys pygmaeus е вид лъчеперка от семейство Попчеви (Gobiidae).

## Разпространение
Видът е разпространен в Гърция.